# Bernard de Montfaucon
Bernard de Montfaucon (ur. 13 stycznia 1655 w Aude we Francji, zm. 21 grudnia 1741 w Paryżu) – benedyktyński mnich i francuski uczony, paleograf. Jest twórcą terminu „paleografia”, uważany też bywa za jednego z założycieli nowożytnej archeologii. Należał do pierwszego pokolenia maurystów.

## Życie i działalność naukowa
W 1673 roku zgłosił się na ochotnika do armii i wziął udział w wojnie z koalicją hiszpańsko-austriacko-lotaryńską. Będąc śmiertelnie chorym, złożył obietnicę, że zostanie benedyktynem, o ile wyzdrowieje i wróci do swego kraju.
Wstąpił do benedyktyńskiej reformowanej Kongregacji św. Maura. W 1687 roku został powołany do opactwa Saint-Germain-des-Prés w Paryżu i zaczął pracować pod kierunkiem Jeana Mabillona nad wydaniem greckich ojców Kościoła.
W 1708 roku po raz pierwszy użył terminu „paleografia” w dziele Palaeographia Graeca. W dziele tym przedstawił historię greckiego pisma, omówił zmieniający się kształt greckich liter i wyjaśnił stosowane skróty. Wykorzystał w nim rękopisy przechowywane we francuskich bibliotekach, posiada liczne faksymile. Dzieło to spotkało się z dużym uznaniem uczonych i przez prawie dwa stulecia było podstawowym podręcznikiem greckiej paleografii. Scrivener w końcu XIX wieku uznał, że wciąż jest ono najważniejszym opracowaniem w tej dziedzinie, pomimo wielu nowych odkryć, zwłaszcza papirusów w Egipcie. Również współcześni specjaliści uznają wartość dzieła i uważają je za fundamentalne dla rozwoju tej dyscypliny naukowej. Dopiero Anleitung zur griechischen Palaeographie Gardthausena z 1879 roku było kolejnym krokiem milowym w rozwoju paleografii.
W latach 1719–1724 wydał 15-tomowe dzieło L'antiquité expliquée et en représentée, zawierające miedzioryty formatu in folio, które przedstawiały zabytki klasycznej starożytności. Zawierało ono m.in. przedstawienie tzw. „wazy Barberinich”, obecnie w zbiorach British Museum w Londynie. Dzieło to zostało opublikowane w języku angielskim pod tytułem Antiquity Explained and Represented in Diagrams już w latach 1721-1725.
Montfaucon był pierwszym redaktorem homilii Adversus Judaeos Jana Chryzostoma oraz wielu innych dzieł ojców Kościoła.

## Dzieła
- Analecta graeca, sive varia opuscula graeca inedita (Paris, 1688)
- S. Athanasii opera omnia (Paris, 1698)
- Diarium italicum (Paris, 1702)
- Bibliotheca Coisliniana (Paris, 1705)
- Collectio nova patrum graecorum (1706)
- Palaeographia Graeca, sive, De ortu et progressu literarum graecarum (Paris, 1708)
- Bibliotheca Coisliniana olim Segueriana, Paris: Ludovicus Guerin & Carolus Robustel, (Paris, 1715)
- L'antiquité expliquée et representée en figures (vols. 1-15, Paris, 1719-[1724)
- Les monuments de la monarchie française (vols. 1-5, Paris, 1729-1733)
- Sancti patris nostri Ioannis Chrisostomi opera omnia (Paris, 1718—1738; nowe wydanie 1735—1740)
- Bibliotheca bibliothecarum manuscriptorum nova (vols. 1-2, Paris, 1739)